# Закон України «Про судоустрій і статус суддів» (2010)
Закон України «Про судоустрій і статус суддів» — Закон, що визначає організацію судової влади та здійснення правосуддя в Україні.
Закон утратив чинність 30 вересня 2016 у зв'язку з набранням чинності новим Законом про судоустрій і статус суддів.

## Судова реформа 2010
Закон прийнятий 7 липня 2010 року в ході судової реформи Президента Януковича, ідеологами якої були Андрій Портнов та Сергій Ківалов.
Експерти відзначали, що судова реформа 2010 року здійснювалася в умовах повного домінування Президента у політичній системі України, в дуже стислі терміни та кулуарно.
Закон об'єднав у собі положення двох Законів: «Про статус суддів» (1992) та «Про судоустрій України» (2002). Серед його основних новацій:
- суттєво зменшено роль Верховного Суду України;
- утворено новий суд — Вищий спеціалізований суд України з розгляду цивільних і кримінальних справ;
- істотно змінено організацію діяльності Вищої ради юстиції, збільшено її повноваження;
- нове законодавче формулювання підстав для звільнення суддів «за порушення присяги»;[4]
- послаблені гарантії незалежності суддів;
- важелі впливу на суддівський корпус перерозподілені від Парламенту на користь Президента;
- практично нівельоване суддівське самоврядування;
- істотно змінено порядок зайняття посади судді[3].

Крім того, вводилася автоматизована система документообігу суду; ліквідовані військові суди.
60 % всього тексту Закону на момент його ухвалення становили прикінцеві положення, тобто зміни до інших законів.

## Судова реформа 2015
Закон «Про судоустрій і статус суддів» викладений у новій редакції Законом України «Про забезпечення права на справедливий суд», проєкт якого розроблений Радою з питань судової реформи під керуванням заступника глави Адміністрації Президента Порошенка О. В. Філатова. При цьому був відкинутий альтернативний законопроєкт, що просувався Реанімаційним пакетом реформ.
Основні новації нової редакції Закону «Про судоустрій і статус суддів», що набрав чинності 29 березня 2015 року, передбачають:
- створення апеляційних округів загальних судів;
- обов'язок суддів звертатися з повідомленням про випадки неправомірного втручання в їх діяльність;
- періодичну підготовку суддів у Національній школі суддів України;
- моніторинг відповідності рівня життя судді наявному у нього та членів його сім'ї майну і одержаним ними доходам;
- зміну порядку зайняття посади судді;
- конкурсний порядок призначення суддів на адміністративні посади;
- ведення суддівського досьє;
- введення кваліфікаційного оцінювання суддів, нові положення щодо підготовки суддів та їх регулярного оцінювання;
- розширення підстав і заходів дисциплінарної відповідальності суддів;
- збільшення і зміну складу Вищої кваліфікаційної комісії суддів України;
- дещо посилене суддівське самоврядування та ін.

Відзначено, що Закон «дещо збільшує вплив Президента України на судову систему».

## Зміст
| 2010 Розділ I. Засади організації судової влади Розділ II. Суди загальної юрисдикції Глава 1. Організаційні основи системи судів загальної юрисдикції Глава 2. Місцеві суди Глава 3. Апеляційні суди Глава 4. Вищі спеціалізовані суди Глава 5. Верховний Суд України Розділ III. Професійні судді, народні засідателі та присяжні Глава 1. Загальні положення статусу судді Глава 2. Суддя Глава 3. Народні засідателі та присяжні Розділ IV. Порядок зайняття посади судді суду загальної юрисдикції Глава 1. Загальні положення Глава 2. Призначення на посаду судді Глава 3. Розгляд питання про обрання на посаду судді безстроково Розділ V. Забезпечення належного кваліфікаційного рівня судді Глава 1. Національна школа суддів України Розділ VI. Дисциплінарна відповідальність судді Глава 1. Підстави та порядок застосування до суддів дисциплінарної відповідальності Глава 2. Вища кваліфікаційна комісія суддів України Розділ VII. Звільнення судді суду загальної юрисдикції з посади Глава 1. Загальні положення Розділ VIII. Суддівське самоврядування Глава 1. Загальні засади суддівського самоврядування Глава 2. Збори суддів та конференції суддів Глава 3. Вищі органи суддівського самоврядування Розділ IX. Забезпечення судді Розділ X. Статус судді у відставці Розділ XI. Організаційне забезпечення діяльності судів Глава 1. Загальні питання забезпечення діяльності судів Глава 2. Державна судова адміністрація України Розділ XII. Прикінцеві положення | 2015 Розділ I. Засади організації судової влади Розділ II. Суди загальної юрисдикції Глава 1. Організаційні основи системи судів загальної юрисдикції Глава 2. Місцеві суди Глава 3. Апеляційні суди Глава 4. Вищі спеціалізовані суди Глава 5. Верховний Суд України Розділ III. Професійні судді, народні засідателі та присяжні Глава 1. Загальні положення статусу судді Глава 2. Суддя Глава 3. Народні засідателі та присяжні Розділ IV. Порядок зайняття посади судді суду загальної юрисдикції Глава 1. Загальні положення Глава 2. Призначення на посаду судді Глава 3. Розгляд питання про обрання на посаду судді безстроково Розділ V. Кваліфікаційний рівень судді Глава 1. Кваліфікаційне оцінювання суддів Глава 2. Підготовка судді та його регулярне оцінювання Глава 3. Національна школа суддів України Розділ VI. Дисциплінарна відповідальність судді Глава 1. Підстави та порядок застосування до судді дисциплінарної відповідальності Глава 2. Вища кваліфікаційна комісія суддів України Розділ VII. Звільнення судді суду загальної юрисдикції з посади Глава 1. Загальні положення Розділ VIII. Суддівське самоврядування Глава 1. Загальні засади суддівського самоврядування Глава 2. Збори суддів Глава 3. Вищі органи суддівського самоврядування Розділ IX. Забезпечення суддів Розділ X. Статус судді у відставці Розділ XI. Організаційне забезпечення діяльності судів Глава 1. Загальні питання забезпечення діяльності судів Глава 2. Державна судова адміністрація України |